# Johann Wimmer (Politiker, 1937)
Johann Wimmer, auch Hans Wimmer, amtlich Johann Paul Wimmer, (* 30. Dezember 1937 in Harth; † 2. Oktober 2020 in Wien) war ein österreichischer Politiker (SPÖ). Von 1983 bis 1988 war er Abgeordneter zum Wiener Landtag und Mitglied des Wiener Gemeinderates.

## Leben
Am 15. Dezember 1988 löste Wimmer Heinrich Haberl als Bezirksvorsteher von Liesing ab und übte dieses Amt bis zur Übernahme durch seinen Nachfolger, Manfred Wurm, am 21. September 1995 aus. Er wurde am Atzgersdorfer Friedhof, Gruppe 14, Reihe 27, Grab Nr. 6, bestattet.

## Auszeichnungen
- 1997: Goldenes Ehrenzeichen für Verdienste um das Land Wien[6]